# Maastricht-Urteil
Mit dem Maastricht-Urteil vom 12. Oktober 1993 bestätigte das deutsche Bundesverfassungsgericht die Vereinbarkeit des EU-Vertrags von Maastricht mit dem deutschen Grundgesetz. Es entschied, dass die von den Beschwerdeführern gerügte Verlagerung bestimmter Kompetenzen an die Europäische Union – vor allem mit der Einführung der Wirtschafts- und Währungsunion – das vom Grundgesetz garantierte Demokratieprinzip (Art. 20 Abs. 1 und 2 GG) nicht verletze und mit ihr auch keine ins Gewicht fallende Minderung des Grundrechtsschutzes verbunden sei.

## Hintergrund
Mit dem Vertrag von Maastricht, der am 7. Februar 1992 unterzeichnet wurde, wurde die Europäische Union gegründet, die die bis dahin existierenden Europäischen Gemeinschaften überwölben sollte. Außerdem sah der Vertrag eine Abtretung bestimmter nationaler Souveränitätsrechte an die europäische Ebene vor. Dies betraf insbesondere die Währungspolitik, da im Vertrag von Maastricht die Gründung der Europäischen Wirtschafts- und Währungsunion beschlossen wurde (die später zur Einführung des Euro führte).
In Deutschland wurde der EU-Vertrag durch den Bundestag am 2. Dezember 1992 ratifiziert. Außerdem beschlossen Bundestag und Bundesrat am 21. Dezember 1992 eine Grundgesetzänderung, durch die insbesondere Art. 23 GG neu gefasst wurde. Darin hieß es nun u. a.:

„Zur Verwirklichung eines vereinten Europas wirkt die Bundesrepublik Deutschland bei der Entwicklung der Europäischen Union mit, die demokratischen, rechtsstaatlichen, sozialen und föderativen Grundsätzen und dem Grundsatz der Subsidiarität verpflichtet ist und einen diesem Grundgesetz im wesentlichen vergleichbaren Grundrechtsschutz gewährleistet. Der Bund kann hierzu durch Gesetz mit Zustimmung des Bundesrates Hoheitsrechte übertragen.“

Gegen das Ratifikationsgesetz und gegen die Verfassungsänderung erhoben daraufhin verschiedene Personen (Manfred Brunner, vertreten durch Karl Albrecht Schachtschneider, sowie eine Gruppe anderer Beschwerdeführer, vertreten durch Hans-Christian Ströbele und Ulrich K. Preuß) Verfassungsbeschwerden vor dem Bundesverfassungsgericht. Die Beschwerdeführer beriefen sich unter anderem darauf, dass durch die Übertragung von Souveränitätsrechten an die supranationale Europäische Union der Deutsche Bundestag entmachtet und damit das Demokratieprinzip unterhöhlt werde. Außerdem würden durch die Verlagerung bestimmter Kompetenzen die deutschen Grundrechte verletzt, da über grundrechtsrelevante Themen nun auf europäischer, nicht auf deutscher Ebene entschieden werde. Die Änderung von Art. 23 GG, die den EU-Vertrag legitimiere, sei daher selbst grundgesetzwidrig, da sie gegen wesentliche, nicht abänderbare Verfassungsprinzipien verstoße.

## Das Urteil
Das Bundesverfassungsgericht wies die Verfassungsbeschwerden zurück bzw. verwarf sie. Das Gericht sah nur die Verfassungsbeschwerde eines Beschwerdeführers als zulässig an, soweit sie sich gegen das deutsche Zustimmungsgesetz zu dem Vertrag von Maastricht richtete und mit ihr eine Verletzung der Rechte aus Art. 38 GG gerügt wurde.

### Grundrechtsschutz
Das Bundesverfassungsgericht wiederholte in Anlehnung an seinen Solange-II-Beschluss, dass auf europäischer Ebene ein hinreichender Grundrechtsschutz gewährleistet sei, der auch nicht dadurch beschnitten werde, dass nun weitere Kompetenzen an die EU übertragen würden. Das Gericht bestätigte, dass die im Grundgesetz garantierten Grundrechtsstandards auch für das EU-Gemeinschaftsrecht gelten und es sich daher ein Letztentscheidungsrecht vorbehalte. Im Normalfall sei für die Einhaltung des Grundrechtsschutzes im Gemeinschaftsrecht jedoch der Europäische Gerichtshof zuständig:

„Allerdings übt das Bundesverfassungsgericht seine Gerichtsbarkeit über die Anwendbarkeit von abgeleitetem Gemeinschaftsrecht in Deutschland in einem „Kooperationsverhältnis“ zum Europäischen Gerichtshof aus, in dem der Europäische Gerichtshof den Grundrechtsschutz in jedem Einzelfall für das gesamte Gebiet der Europäischen Gemeinschaften garantiert, das Bundesverfassungsgericht sich deshalb auf eine generelle Gewährleistung der unabdingbaren Grundrechtsstandards beschränken kann.“

### Demokratieprinzip
Das Bundesverfassungsgericht stellte fest, dass die Teilnahme an einer supranationalen Union nicht grundsätzlich gegen das Demokratieprinzip verstoße, solange innerhalb der Union selbst demokratische Prinzipien gewahrt blieben. In dem entscheidenden Satz des Urteils führte das Bundesverfassungsgericht dabei den Begriff Staatenverbund ein, um die besondere Gestalt der Europäischen Union zu kennzeichnen, die einerseits hoheitliche Rechte besitzt und darum kein reiner Staatenbund ist, sich andererseits aber nicht auf ein einheitlich verfasstes Staatsvolk stützt und darum auch nicht als Bundesstaat gelten kann:

„Das Demokratieprinzip hindert mithin die Bundesrepublik Deutschland nicht an einer Mitgliedschaft in einer – supranational organisierten – zwischenstaatlichen Gemeinschaft. Voraussetzung der Mitgliedschaft ist aber, daß eine vom Volk ausgehende Legitimation und Einflußnahme auch innerhalb eines Staatenverbundes gesichert ist.“

In Bezug auf das behauptete Demokratiedefizit der Europäischen Union betonte das Verfassungsgericht die Mitspracherechte der nationalen Parlamente und des Europaparlaments.

„Im Staatenverbund der Europäischen Union erfolgt mithin demokratische Legitimation notwendig durch die Rückkoppelung des Handelns europäischer Organe an die Parlamente der Mitgliedstaaten; hinzutritt – im Maße des Zusammenwachsens der europäischen Nationen zunehmend – innerhalb des institutionellen Gefüges der Europäischen Union die Vermittlung demokratischer Legitimation durch das von den Bürgern der Mitgliedstaaten gewählte Europäische Parlament. Bereits in der gegenwärtigen Phase der Entwicklung kommt der Legitimation durch das Europäische Parlament eine stützende Funktion zu, die sich verstärken ließe, wenn es nach einem in allen Mitgliedstaaten übereinstimmenden Wahlrecht gemäß Art. 138 Abs. 3 EGV gewählt würde und sein Einfluß auf die Politik und Rechtsetzung der Europäischen Gemeinschaften wüchse. Entscheidend ist, daß die demokratischen Grundlagen der Union schritthaltend mit der Integration ausgebaut werden und auch im Fortgang der Integration in den Mitgliedstaaten eine lebendige Demokratie erhalten bleibt.“

Allerdings dürfe eine Übertragung von Kompetenzen auf die EU auch weiterhin nur auf bestimmte Bereiche begrenzt und nur durch ausdrückliche Ermächtigung des deutschen Gesetzgebers erfolgen; die EU könne also ihre Zuständigkeiten nicht einseitig über den Text des EU-Vertrags hinaus ausdehnen. Das Bundesverfassungsgericht behält sich daher vor, im Einzelfall zu prüfen, ob künftige Rechtsakte von EU-Organen über die im Vertrag eingeräumten Hoheitsrechte hinausgehen (ultra-vires-Kontrolle). Der Vertrag selbst räume den europäischen Organen jedoch keine solche Kompetenzkompetenz ein, sondern garantiere weiterhin die Ermächtigungsbefugnis der nationalen Parlamente. Er verstoße daher nicht gegen das Demokratieprinzip.
Der letzte Satz des Urteils schließlich betont noch einmal die Notwendigkeit, im Zuge der fortschreitenden europäischen Integration auch die Demokratie auf EU-Ebene (etwa durch weitere Kompetenzen für das Europäische Parlament) zu stärken und zugleich die demokratischen Prinzipien in den einzelnen Mitgliedstaaten zu erhalten:

„Entscheidend ist somit sowohl aus vertraglicher wie aus verfassungsrechtlicher Sicht, daß die demokratischen Grundlagen der Union schritthaltend mit der Integration ausgebaut werden und auch im Fortgang der Integration in den Mitgliedstaaten eine lebendige Demokratie erhalten bleibt.“